# IJshockey op de Olympische Winterspelen 1924
IJshockey is een van de sporten die beoefend werden tijdens de Olympische Winterspelen 1924 in Chamonix-Mont-Blanc.
Dit ijshockeytoernooi was tevens het tweede wereldkampioenschap ijshockey. Er namen acht teams deel.

## Heren

### Voorronde

#### Groep A
| datum      | tijd  | land              | score  | land              |
| ---------- | ----- | ----------------- | ------ | ----------------- |
| 28 januari | 10:30 | Zweden            | 9 - 0  | Zwitserland       |
| 28 januari | 15:00 | Canada            | 30 - 0 | Tsjecho-Slowakije |
| 29 januari | 15:00 | Canada            | 22 - 0 | Zweden            |
| 30 januari | 9:30  | Canada            | 33 - 0 | Zwitserland       |
| 31 januari | 14:30 | Zweden            | 9 - 3  | Tsjecho-Slowakije |
| 1 februari | 9:30  | Tsjecho-Slowakije | 11 - 2 | Zwitserland       |

|   | land              | Gs | W | G | V | F  | A  | Ptn |
| - | ----------------- | -- | - | - | - | -- | -- | --- |
| 1 | Canada            | 3  | 3 | 0 | 0 | 85 | 0  | 6   |
| 2 | Zweden            | 3  | 2 | 0 | 1 | 18 | 25 | 4   |
| 3 | Tsjecho-Slowakije | 3  | 1 | 0 | 2 | 14 | 41 | 2   |
| 4 | Zwitserland       | 3  | 0 | 0 | 3 | 2  | 53 | 0   |

#### Groep B
| datum      | tijd  | land             | score  | land             |
| ---------- | ----- | ---------------- | ------ | ---------------- |
| 28 januari | 13:30 | Verenigde Staten | 19 - 0 | België           |
| 29 januari | 10:30 | Frankrijk        | 2 - 15 | Groot-Brittannië |
| 30 januari | 10:45 | Groot-Brittannië | 19 - 3 | België           |
| 30 januari | 14:30 | Frankrijk        | 0 - 22 | Verenigde Staten |
| 31 januari | 9:30  | Verenigde Staten | 11 - 0 | Groot-Brittannië |
| 31 januari | 10:45 | Frankrijk        | 7 - 5  | België           |

|   | land             | Gs | W | G | V | F  | A  | Ptn |
| - | ---------------- | -- | - | - | - | -- | -- | --- |
| 1 | Verenigde Staten | 3  | 3 | 0 | 0 | 52 | 0  | 6   |
| 2 | Groot-Brittannië | 3  | 2 | 0 | 1 | 34 | 16 | 4   |
| 3 | Frankrijk        | 3  | 1 | 0 | 2 | 9  | 42 | 2   |
| 4 | België           | 3  | 0 | 0 | 3 | 8  | 45 | 0   |

### Finaleronde
Onderlinge voorronderesultaten telden ook mee voor de finaleronde.
| datum      | tijd  | land             | score  | land             |
| ---------- | ----- | ---------------- | ------ | ---------------- |
| 1 februari | 13:30 | Canada           | 19 - 2 | Groot-Brittannië |
| 1 februari | 14:45 | Verenigde Staten | 20 - 0 | Zweden           |
| 2 februari | 14:30 | Groot-Brittannië | 4 - 3  | Zweden           |
| 3 februari | 14:30 | Canada           | 6 - 1  | Verenigde Staten |

|   | land             | Gs | W | G | V | F  | A  | Ptn |
| - | ---------------- | -- | - | - | - | -- | -- | --- |
| 1 | Canada           | 3  | 3 | 0 | 0 | 47 | 3  | 6   |
| 2 | Verenigde Staten | 3  | 2 | 0 | 1 | 32 | 11 | 4   |
| 3 | Groot-Brittannië | 3  | 1 | 0 | 2 | 6  | 33 | 2   |
| 4 | Zweden           | 3  | 0 | 0 | 3 | 3  | 46 | 0   |

### Eindrangschikking
| Goud | Zilver | Brons | 4 |
| Canada Jack Cameron Ernie Collett Albert McCaffery Harold McMunn Duncan Munro Beattie Ramsay Cyril Slater Hooley Smith Harry Watson                                                                                         | Verenigde Staten Clarence Abel Herbert Drury Alphonse Lacroix John Langley John Lyons Justin MacCarthy Willard Rice Irving Small Frank Synott Gerry Geran                                                                                         | Groot-Brittannië William Anderson Lorne Carr-Harris Colin Carruthers Eric Carruthers George Clarkson Ross Cuthbert George Holmes Hamilton Jukes Edward Pitblado Blane Sexton                                       | Zweden Ruben Allinger Wilhelm Arwe Erik Burman Birger Holmquist Gustaf Johansson Helge Johansson Karl Josefsson Ernst Karlberg Nils Molander Einar Olsson                                     |
| 5 | 5 | 7 | 7 |
| Tsjecho-Slowakije Jan Fleischmann Miloslav Fleischmann Jaroslav Jirkovský Jan Krásl Vilém Loos Josef Maleček Jan Palouš Jaroslav Rezáč Josef "Boban" Šroubek Jaroslav Stránský Otakar Vindyš Ludvík Hofta Jaroslav Pušbauer | Frankrijk Albert Hassler Leonard "Leon" Quaglia André Charlet Pierre Charpentier Jacques Chaudron Raoul Robert Couvert Alfred De Rauch Maurice Del Valle Charles Lavaivre Jean Joseph Monnard Calixte "Charles" Payot Philippe PayotHenri Couttet | Zwitserland Fred Auckenthaler Wilhelm de Siebenthal Emil Filliol Marius Jaccard Emile Jacquet Bruno Leuzinger Ernest Mottier Peter "Putzi" Müller René Savoie Donald Unger Amdré Verdail Louis Dufour Max Holzboer | België Louis De Ridder François Franck Henri Louette André Poplimont Ferdinand Rudolph Paul Van den Broeck Carlos Vandendriessche Philippe Van Volckxsom Gaston Van Volxem Viktor Verschueren |

Antwerpen 1920 · 
Chamonix 1924 · 
St. Moritz 1928 · 
Lake Placid 1932 · 
Garmisch-Partenkirchen 1936 · 
St. Moritz 1948 · 
Oslo 1952 · 
Cortina d'Ampezzo 1956 · 
Squaw Valley 1960 · 
Innsbruck 1964 · 
Grenoble 1968 · 
Sapporo 1972 · 
Innsbruck 1976 · 
Lake Placid 1980 · 
Sarajevo 1984 · 
Calgary 1988 · 
Albertville 1992 · 
Lillehammer 1994 · 
Nagano 1998 · 
Salt Lake City 2002 · 
Turijn 2006 · 
Vancouver 2010 · 
Sotsji 2014 · 
Pyeongchang 2018 · 
Peking 2022

Lijst van olympische medaillewinnaars
Bobsleeën · Curling · Kunstrijden · Langlaufen · Militaire patrouille · Noordse combinatie · Schaatsen · Schansspringen · IJshockey